# Colobochyla salicalis
Colobochyla salicalis là một loài bướm đêm trong họ Erebidae.

## Hình ảnh

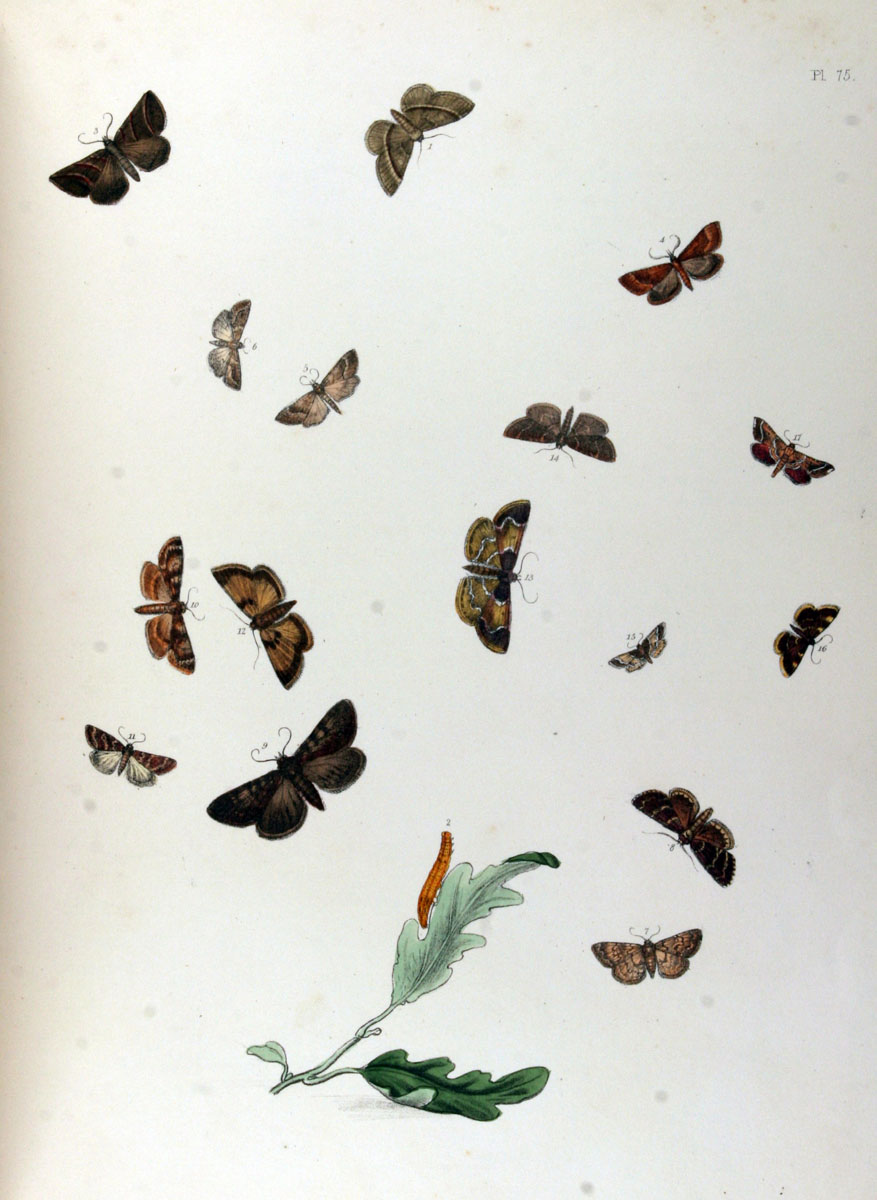
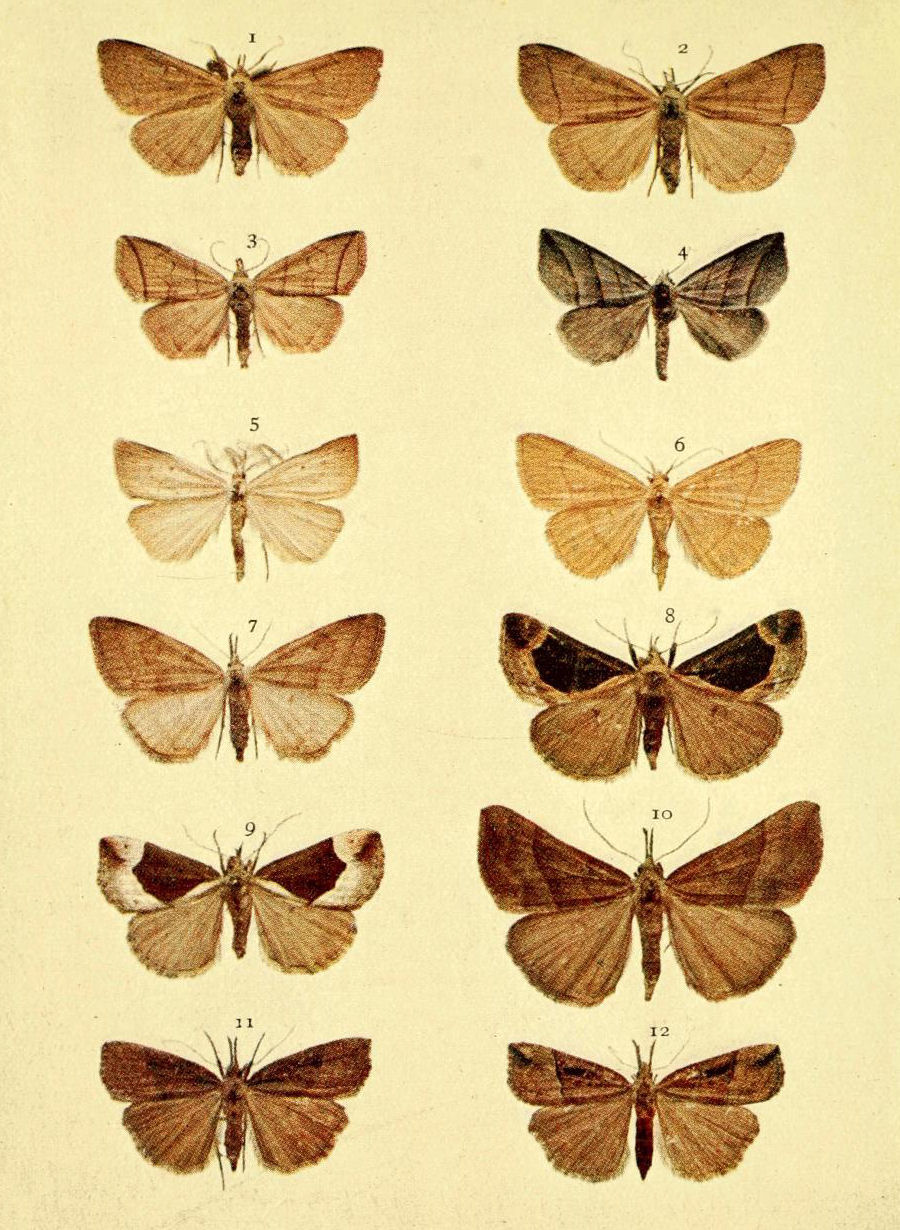
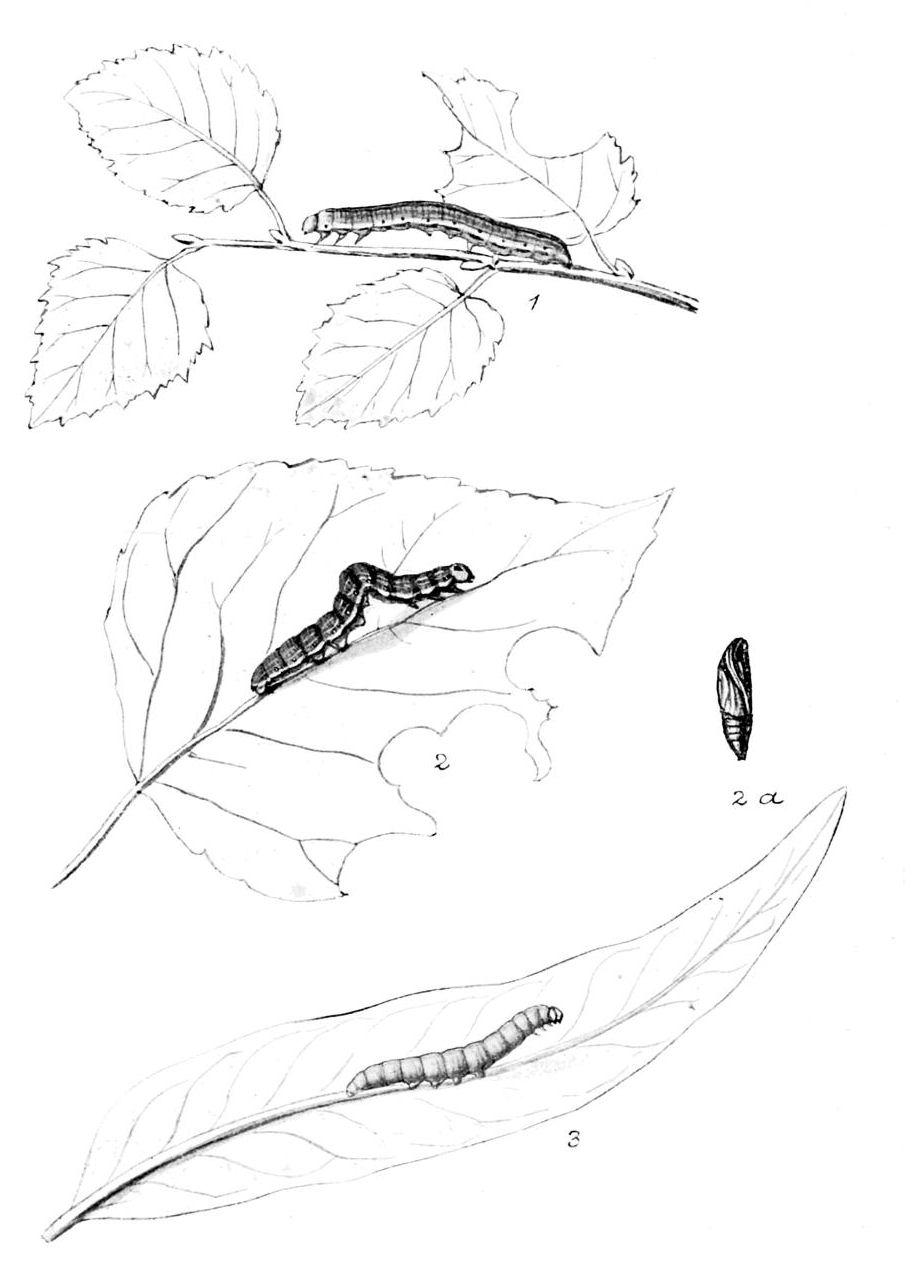